# اسماعیل شریفات
اسماعیل شریفات (زادهٔ ۱۶ خرداد ۱۳۶۷) بازیکن فوتبال ایرانی است که درپست هافبک هجومی بازی می‌کند.

## دوران باشگاهی
اسماعیل شریفات فوتبال خود را از تیم استقلال رامشیر آغاز کرد و فوتبال حرفه‌ای خود را در تیم فولاد خوزستان ادامه داد،در ۱۹ سالگی به ترکیب تیم بزرگسالان فولاد راه‌یافت. سپس به استقلال اهواز پیوست، بعداز آن پیراهن تیم فوتبال استقلال تهران را برای دو سال به تن کرد و با این تیم به قهرمانی جام حذفی رسید. او زننده گل سوم در چهارمین دربی پی در پی بود که استقلال با پرویز مظلومی پرسپولیس را شکست داد که پایان کار حمید استیلی در پرسپولیس ختم شد و به سوبله چوبله مشهور شد. شریفات در سال ۹۱ به تیم فولاد خوزستان بازگشت و پنج سال متوالی برای این تیم توپ زد و از جمله بازیکنان تأثیرگذار در قهرمانی فولاد در دورهٔ سیزدهم لیگ برتر بود. شریفات در سال ۹۶ با امضای قراردادی یکساله به باشگاه فوتبال ذوب آهن اصفهان پیوست و در نیم‌فصل به فوتبال خوزستان برگشت و به عضویت استقلال خوزستان درآمد. اسماعیل شریفات سپس به نفت مسجدسلیمان رفت و در هجدهمین دورهٔ لیگ برتر برای این تیم بازی کرد.

## آمار باشگاهی

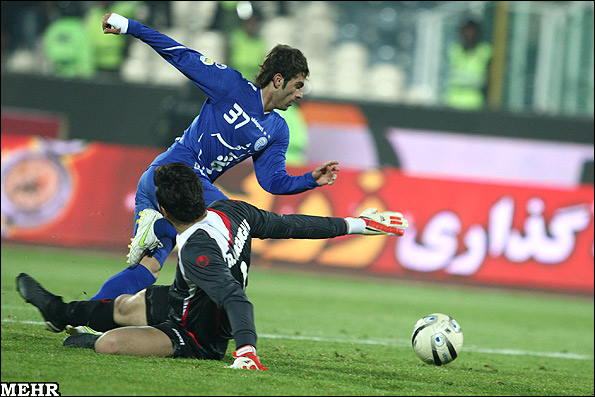
لحظه‌ای که اسماعیل شریفات با دریبل علیرضا حقیقی گل سوم استقلال را در دربی یک چهارم نهایی جام حذفی ۹۱–۱۳۹۰ به ثمر رساند.

آخرین به روزرسانی ۲۷ اردیبهشت ۱۳۹۲
- گل

| باشگاهی | باشگاهی       | باشگاهی       | لیگ  | لیگ | جام      | جام                         | قاره | قاره | مجموع | مجموع |
| فصل     | باشگاه        | لیگ           | بازی | گل  | بازی     | گل                          | بازی | گل‌   | بازی  | گل‌    |
| ایران   | ایران         | ایران         | لیگ  | لیگ | جام حذفی | جام حذفی                    | آسیا | آسیا | مجموع | مجموع |
| ------- | ------------- | ------------- | ---- | --- | -------- | --------------------------- | ---- | ---- | ----- | ----- |
| ۸۷–۸۶   | فولاد خوزستان | جام آزادگان   | ۱۵   | ۱   | ۴        | ۱                           | -    | -    | ۱۹    | ۲     |
| ۸۸–۸۷   | فولاد خوزستان | جام خلیج فارس | ۱۶   | ۰   | ۳        | ۱                           | -    | -    | ۱۹    | ۱     |
| ۸۹–۸۸   | استقلال اهواز | جام خلیج فارس | ۲۷   | ۷   | ۱        | ۰                           | -    | -    | ۲۸    | ۷     |
| ۹۰–۸۹   | استقلال تهران | جام خلیج فارس | ۲۰   | ۱   | ۴        | ۱                           | ۵    | ۰    | ۲۹    | ۲     |
| ۹۱–۹۰   | استقلال تهران | جام خلیج فارس | ۱۵   | ۲   | ۴        | ۲                           | ۴    | ۱    | ۲۳    | ۵     |
| ۹۲–۹۱   | فولاد خوزستان | جام خلیج فارس | ۳۱   | ۵   | ۱        | ۰                           | -    | -    | ۳۲    | ۵     |
| ۹۳–۹۲   | فولاد خوزستان |               | ۲۷   | ۶   | ۲        | ۱                           | ۷    | ۱    | ۳۶    |       |
| کل دوره | کل دوره       | کل دوره       | ۱۵۱  | ۲۲  | ۱۹       | ۶\|\|\|۱۶\|\|۲\|\|۱۸۶\|\|۳۰ |      |      |       |       |

- پاس گل

| فصل   | باشگاه        | پاس گل |
| ----- | ------------- | ------ |
| ۸۸–۸۷ | فولاد خوزستان | ۲      |
| ۸۹–۸۸ | استقلال اهواز | ۵      |
| ۹۰–۸۹ | استقلال تهران | ۳      |
| ۹۱–۹۰ | استقلال تهران | ۳      |
| ۹۲–۹۱ | فولاد خوزستان | ۴      |
| ۹۳–۹۲ | فولاد خوزستان | ۵      |

## افتخارات
باشگاهی
- لیگ برتر
- نائب قهرمانی در لیگ برتر فوتبال ایران ۹۰–۱۳۸۹ به همراه تیم استقلال تهران
- قهرمانی در لیگ برتر فوتبال ایران ۹۳–۱۳۹۲ به همراه تیم فولاد خوزستان
- جام حذفی
- قهرمانی در جام حذفی فوتبال ایران ۹۱–۱۳۹۰ به همراه تیم استقلال تهران
- نائب قهرمانی در جام حذفی فوتبال ایران ۱۴۰۰–۱۴۰۱ به همراه تیم آلومینیوم اراک